# 1090 (عدد)
ألف وتسعون 1090 هو عدد صحيح، يلي العدد 1089 وويسبق العدد 1091.

## في الرياضيات

### خصائص
- عدد طبيعي.[3]
- عدد زوجي.[4][5]
- عدد موجب،[6] السالب منه هو -1090.[7]

## في التاريخ
- 1090 هـ هي سنة في التقويم الهجري.
- هي سنة 1090 م في التقويم الميلادي.

## وصلات خارجية
الأعداد الصاتمة، ديوان اللغة العربية.